# (2327) Гершберг
(2327) Гершберг (лат. Gershberg) — типичный астероид главного пояса, открыт 13 октября 1969 года советским астрономом Беллой Бурнашёвой в Крымской астрофизической обсерватории и 13 июля 1984 года назван в честь астронома Роальда Гершберга.

## Обнаружение и именование
(2327) Гершберг
Открыт 13 октября 1969 года в Научном Б. А. Бурнашёвой.
Назван в честь советского астронома Роальда Евгеньевича Гершберга, внёсшего значительный вклад в изучение происходящих в газовых туманностях процессов и природы звёздных вспышек.
Оригинальный текст (англ.)2327 Gershberg
Discovered 1969-10-13 by Burnasheva, B. at Nauchnyj.
Named in honor of the Soviet astronomer Roald Evgenevich Gershberg, who has made significant contributions to the study of processes occurring in gaseous nebulae and of the nature of stellar outbursts.
Источники: DISCOVERY.DB; M.P.C. 8912.

## Орбита

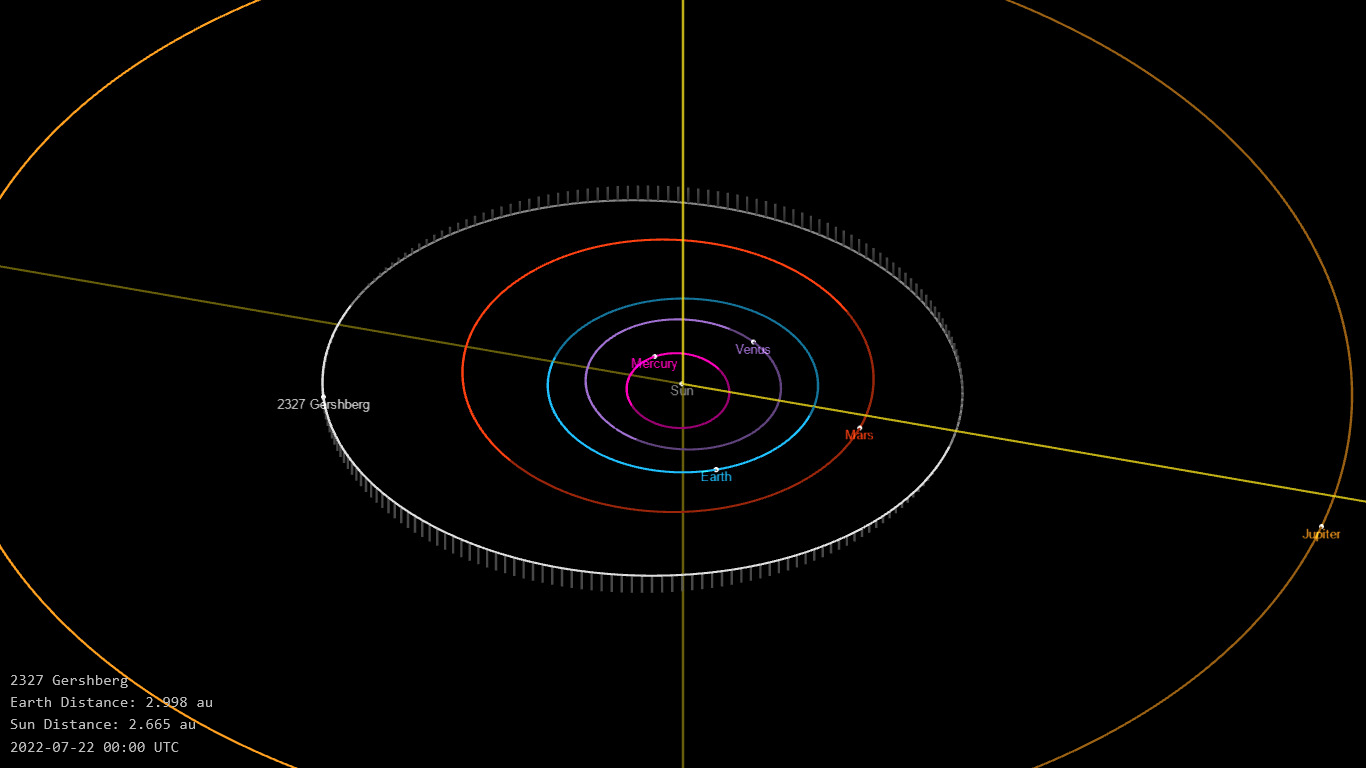
Орбита астероида Гершберг и его положение в Солнечной системе

## Физические характеристики
Астероид относится к таксономическому классу S.
По результатам наблюдений в видимом и ближнем инфракрасном диапазоне космического телескопа NEOWISE диаметр астероида оценивался равным 5,37±0,91 км и 5,370±0,914 км. Согласно тем же источникам альбедо оценивается как 0,24±0,11 и 0,244±0,110.